# Schloss Eyrichshof

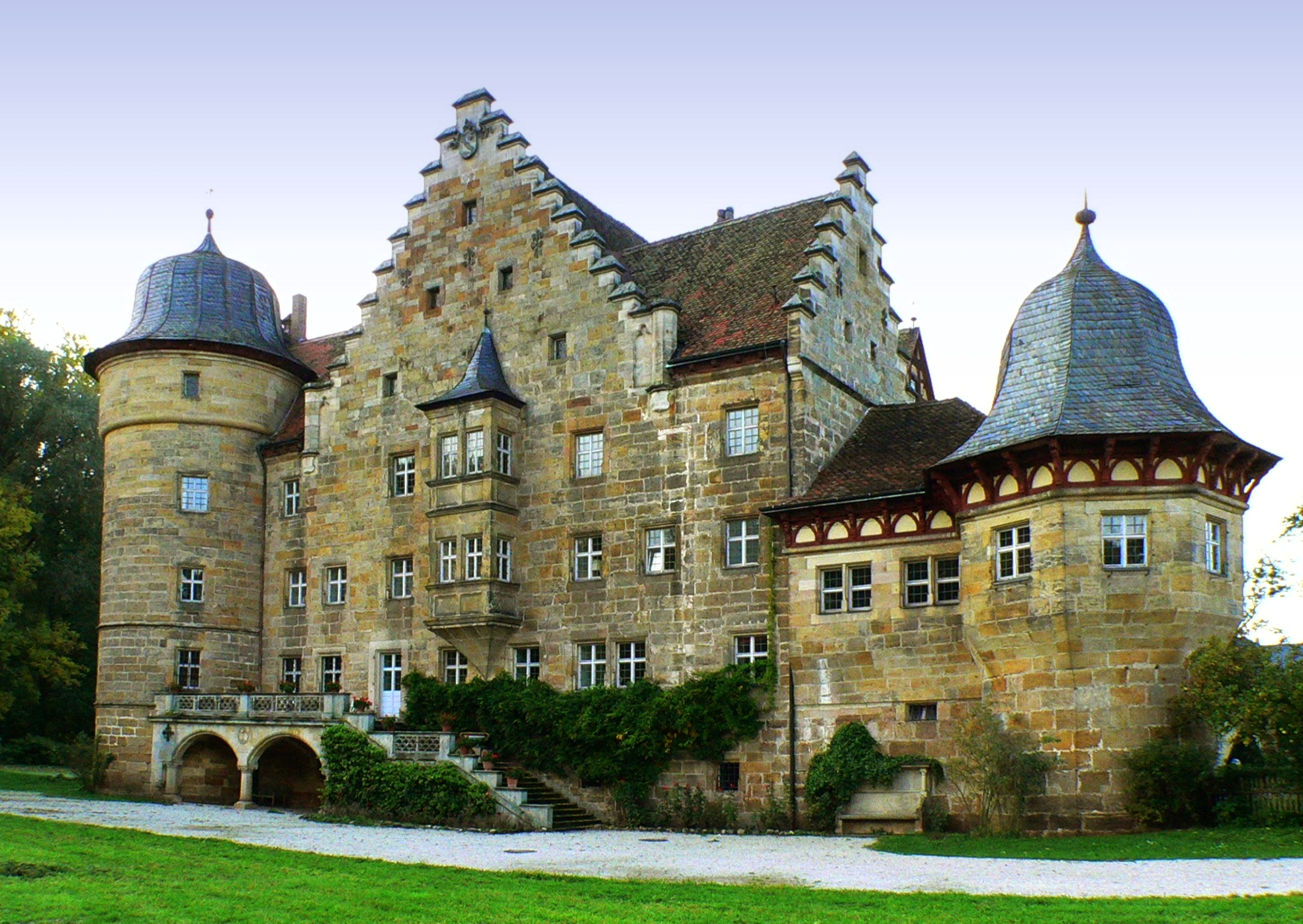
Schloss Eyrichshof Südansicht (Gartenseite)

Das Schloss Eyrichshof liegt in Eyrichshof, etwa einen Kilometer nördlich der Kleinstadt Ebern im Landkreis Haßberge in Unterfranken. Das ehemalige Wasserschloss ist seit dem 14. Jahrhundert im Besitz der Freiherren von Rotenhan und wird noch von den Eigentümern bewohnt.

## Geschichte
Eyrichshof wurde 1232 erstmals urkundlich erwähnt. In „Iringerstorff“ stand wahrscheinlich ein Wirtschaftshof der nahen Burg Rotenhan, des Stammsitzes des gleichnamigen Adelsgeschlechtes. Nach der Zerstörung der Felsenburg durch die Truppen des Würzburger Bischofs im Jahr 1323 zog die Familie von Rotenhan zuerst nach Fischbach. Um 1330/40 dürfte der Hof in Eyrichshof befestigt und zur Wasserburg ausgebaut worden sein. Die Stammburg über dem Dorf durfte nicht wieder aufgebaut werden (Vertrag von 1324).
Kern dieser ersten Burganlage könnte ein Wohnturm gewesen sein, wie er auf der Nachbarburg Lichtenstein noch gut erhalten ist. Auch im Mauerwerk des heutigen Schlosses Eyrichshof deutet einiges auf einen solchen Turm hin.
Die erste Burg wurde 1525 im Bauernkrieg zerstört und ab 1533 mit Hilfe hoher Schadenersatzsummen wieder aufgebaut. Bis etwa 1580 scheint dieser Wiederaufbau nur zögerlich vorangekommen zu sein. Erst unter Sebastian II. entstand die eindrucksvolle Renaissanceanlage, die das Bild des Schlosses prägt. Während der Barockzeit wurden größere Umbauten vorgenommen; 1735–46 wurde ein neuer Nordflügel errichtet.
Die Wassergräben wurden im 18. und 19. Jahrhundert verfüllt. 1849/50 entstand der heutige „englische“ Schlosspark mit einigen Wirtschaftsgebäuden. Kurz vorher (1846/47) war das Schloss unter Julius von Rotenhan restauriert worden. Ihm folgten im Besitztum u. a. als Verwaltungs-Majoratsherr der Sohn Freiherr Sigmund von Rotenhan (1837–1916), dann dessen Sohn Eyring von Rotenhan (1883–1949). Da der Erbe Theodor von Rotenhan 1944 als Oberleutnant im Krieg blieb übernahm dessen Ehe Freda, geb. Gräfin Königsmarck-Plaue, die Begüterung als Besitzvertreterin bis zur Volljährigkeit der Erben.
Nach dem Zweiten Weltkrieg diente die Schlossanlage mehrmals als Kulisse für Film- und Fernsehaufnahmen. Heute ist das Schlossinnere nur bei besonderen Gelegenheiten öffentlich zugänglich, der Zutritt zum Vorhof ist aber gestattet.

## Baubeschreibung

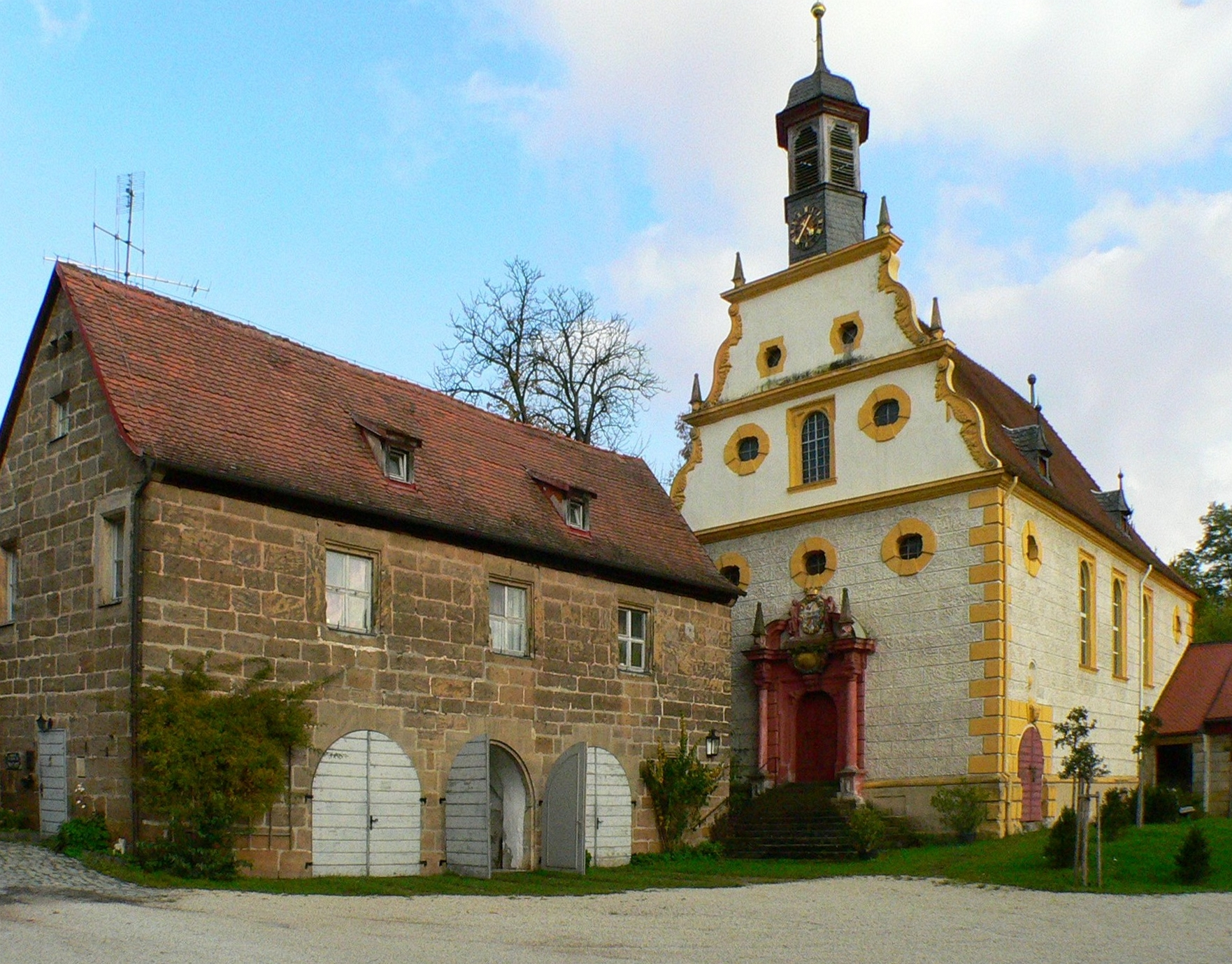
Pfarrhaus Kirche St. Bartholomäus (Eyrichshof)

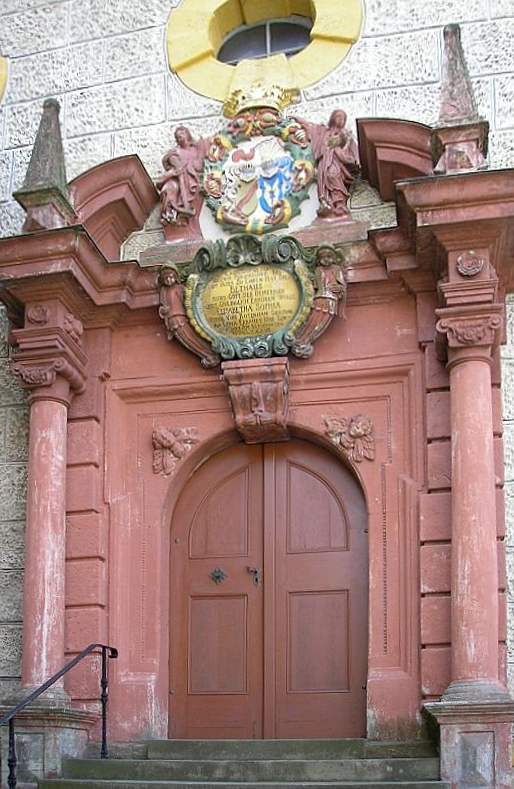
Portal der Schlosskirche

Der dreiflügeligen Anlage ist südlich und westlich ein großer Englischer Park vorgelagert. Im Norden und Osten stehen ausgedehnte Wirtschaftsbauten und Stallungen des 18. und 19. Jahrhunderts. Die Einfahrt in den Vorhof erfolgt von Osten durch ein rundbogiges Tor mit dem Rotenhanwappen. Die Umfassungsmauer wird durch zwei niedrige Rundtürme gesichert. Südlich der Einfahrt erhebt sich die große Schlosskapelle. Der rechteckige Sakralbau entstand 1685/86 nach einem Brand. An der Giebelseite gewährt ein repräsentatives Säulenportal mit dem Ehewappen Rotenhan-Erffa Einlass. Darüber bekrönt ein sechsseitiges Glockentürmchen die Fassade. Innen trägt eine spätbarocke Stuckdecke ebenfalls das Ehewappen Rotenhan-Erffa. Die Barockausstattung ist einfach, der Kanzelkorpus ist mit gedrehten Säulchen verziert.
Das Schloss besteht aus einem von Nord nach Süd verlaufenden Mitteltrakt, dem an den Enden jeweils ein Seitenflügel rechtwinklig angefügt wurde. Der Mittel- und der Südflügel gehören im Wesentlichen noch zum 16. Jahrhundert, der „Gastbau“ im Norden entstand ab 1735 in nüchternen Rokokoformen. Durch die T-förmig angefügten Seitenflügel werden im Westen und Osten Ehrenhöfe gebildet. Der Süd- und der Mittelflügel durchdringen sich gegenseitig und sind durch Treppengiebel abgeschlossen (im 19. Jahrhundert verändert). Beide Flügel haben drei Wohngeschosse über einem Sockelgeschoss. Der Gartenfront (Südflügel) ist eine Terrasse mit einer Freitreppe vorgelegt, im zweiten und dritten Geschoss springt mittig ein Renaissanceerker aus der Mauerflucht. Im Westen schützt ein mächtiger, fünfgeschossiger Rundturm das Schloss. Im Osten führt ein niedriger Anbau zu einem gedrungenen, runden Treppenturm. Turm und Anbau wurden im 19. Jahrhundert stark überarbeitet. Ein weiterer Treppenturm ermöglicht den Zugang zum Mittelbau. Der fünfgeschossige Turm springt dreiseitig vor. Das obere Stockwerk ist in reichen Fachwerkformen ausgebildet, den Abschluss bildet ein Satteldach mit Fachwerkgiebel und einer großen Aufzugsöffnung. Die Renaissanceflügel tragen hohe Satteldächer, im Norden ist der Dachstuhl allerdings gegen den „Gastbau“ abgewalmt. Dieser nördliche Flügel erscheint als eigenständiger Bauteil unter einem niedrigeren Walmdach. Über einem Sockelgeschoss ragen zwei hohe Stockwerke auf. Der Bau ist zehn Fensterachsen lang und zwei Achsen breit, die Ecken sind durch rustizierte Lisenen gegliedert.
Von den Innenräumen ist nur der Hauptsaal gelegentlich öffentlich zugänglich. Dort ist eine prächtige Renaissancetür mit reich gegliederter Portalrahmung bemerkenswert. Die hölzerne Flachdecke des Raumes ruht auf Unterzügen, die von erneuerten Ständern gestützt werden. Der „Gastbau“ birgt noch ein Rokokozimmer mit einer Spiegeldecke und ovalen Ahnenporträts. Die Schlossbibliothek wurde im 19. Jahrhundert im Renaissancestil vertäfelt. Im Obergeschoss der alten Orangerie südöstlich des Schlosses sind mehrere barocke Stuckdecken (um 1690) mit teilweise figürlichen Darstellungen erhalten.
Der Nordflügel des Schlosses wurde durch Karl Friedrich von Zocha geplant und ab 1735 durch den Baumeister Johann David Steingruber errichtet.

Schlossansichten
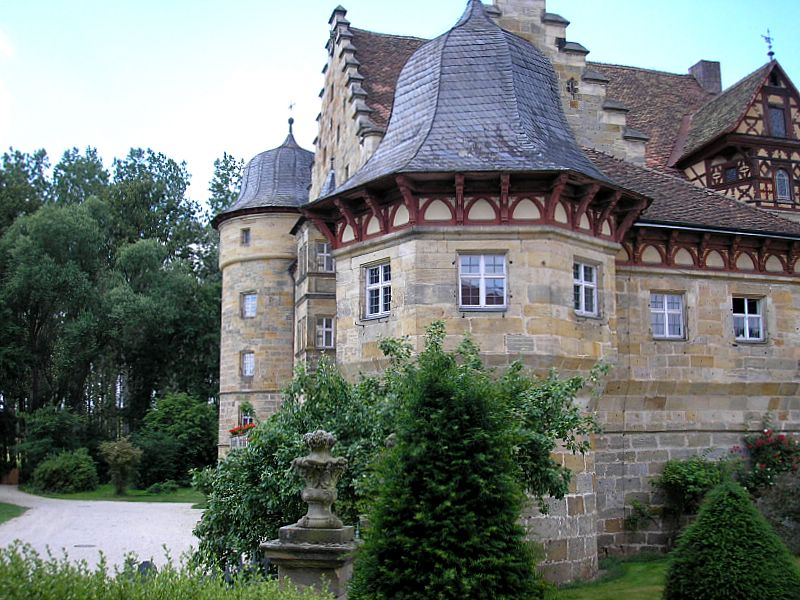
Teil der Gartenfassade (Südosterker)
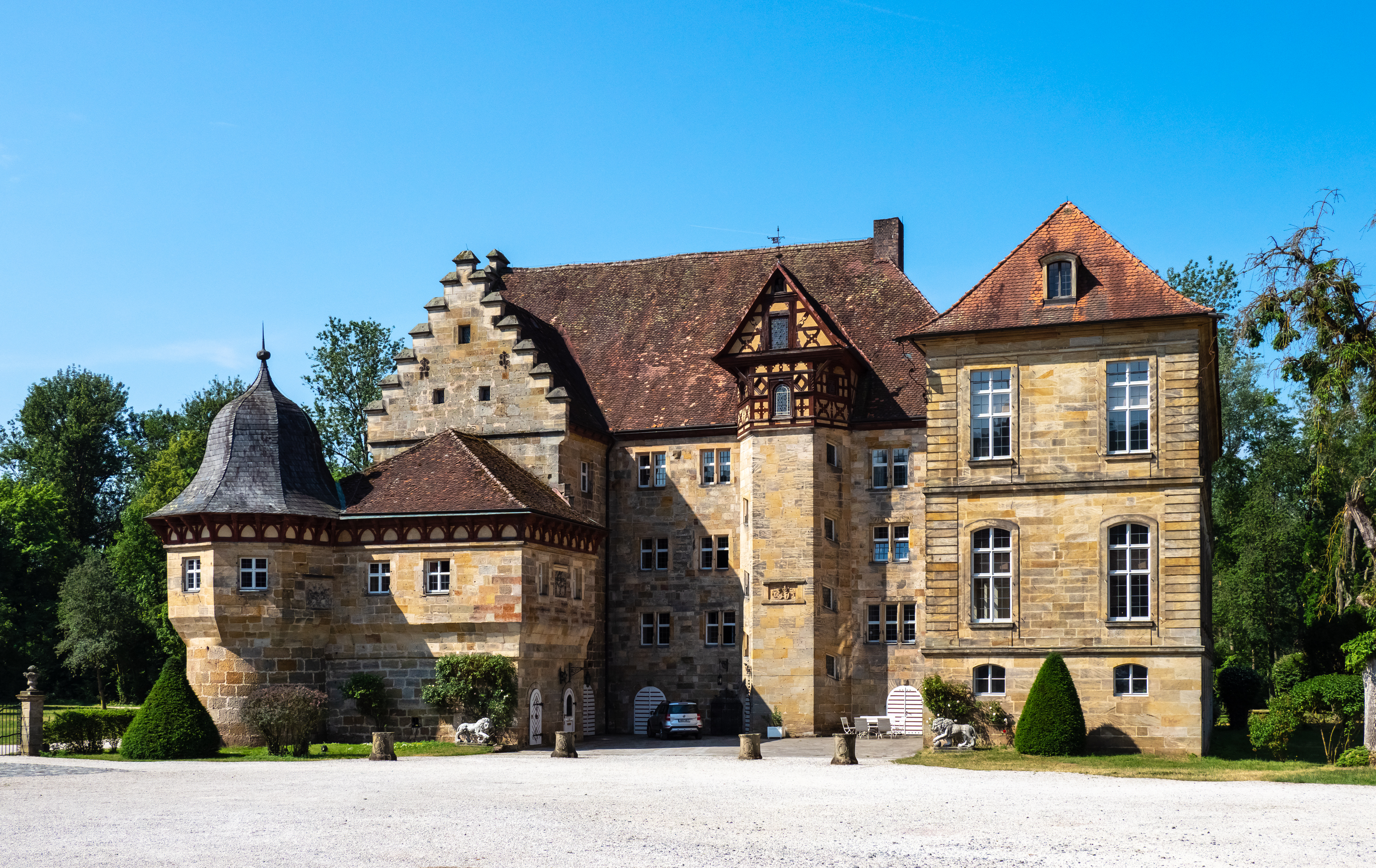
Ansicht vom Schlosshof (Ostansicht)
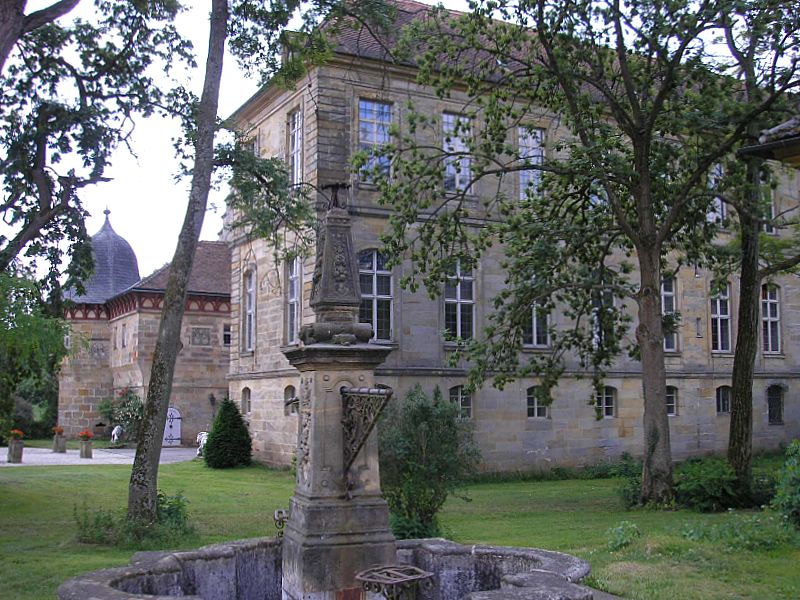
Nordostansicht mit dem „Gastbau“
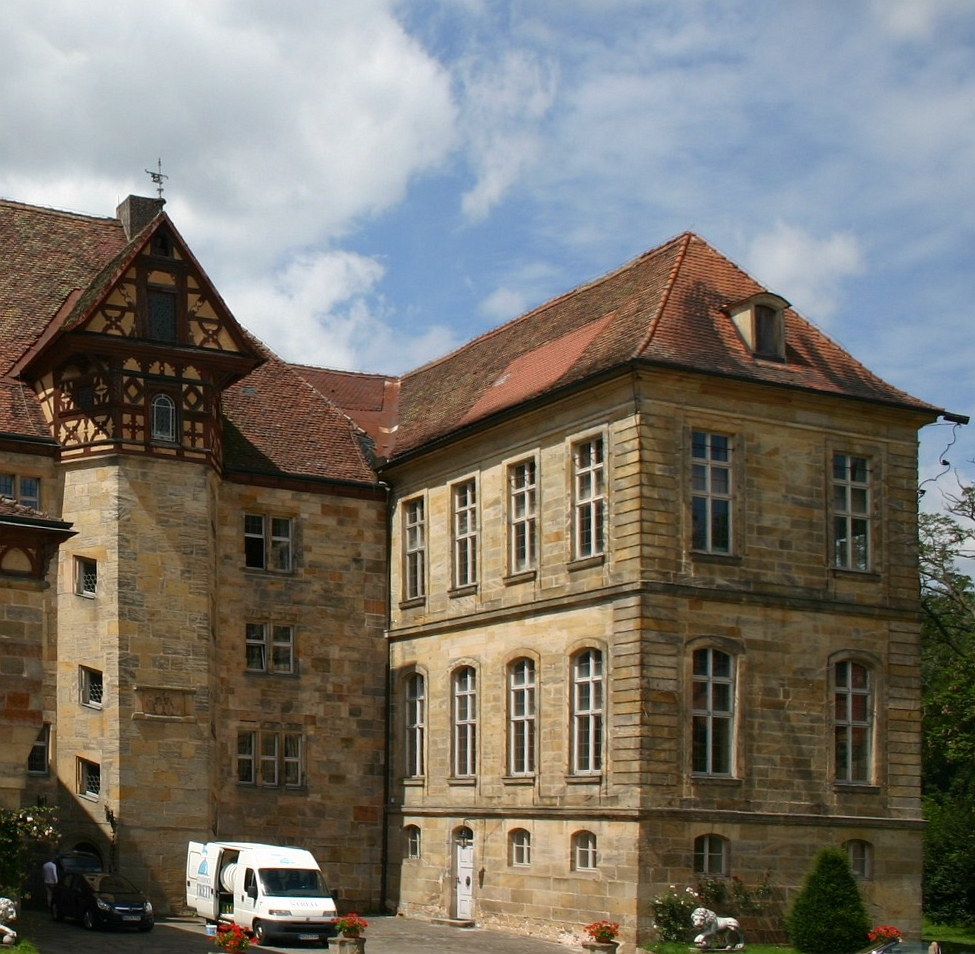
Ostseite des Nordflügels
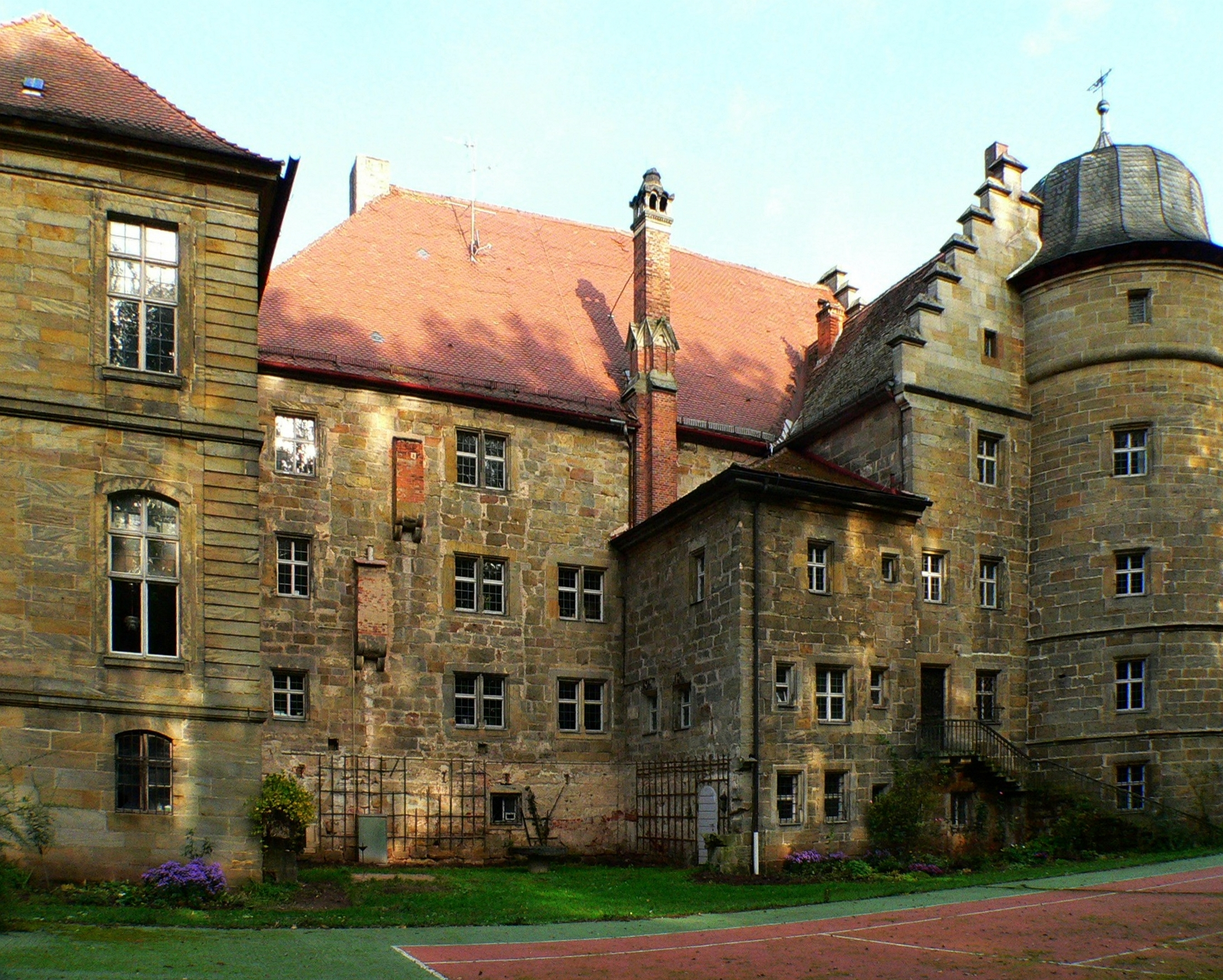
Westansicht (Flussseite)
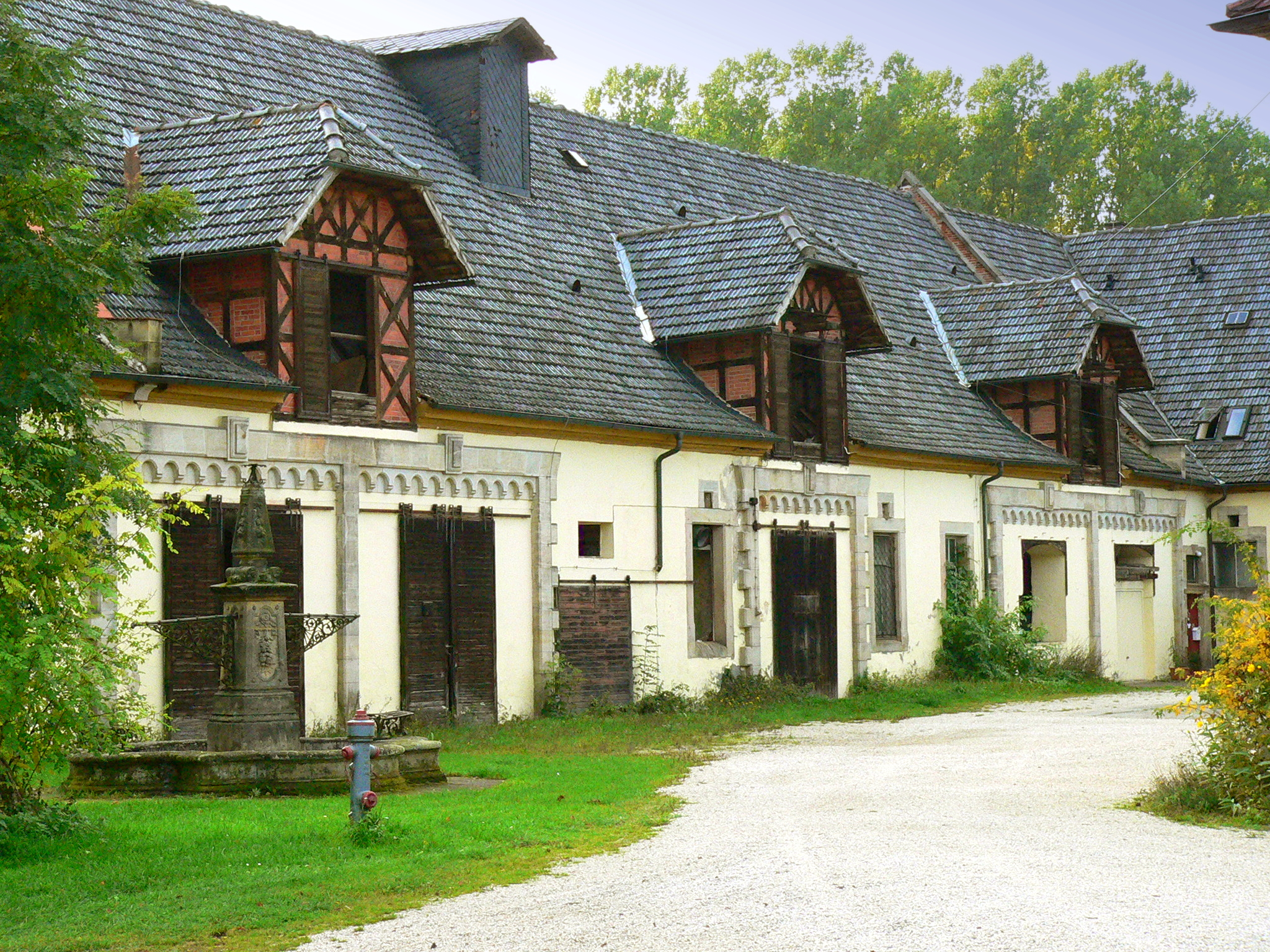
Remisen